# Kościół św. Bartłomieja Apostoła oo. Kanoników Regularnych od Pokuty w Wilnie
Kościół św. Bartłomieja Apostoła oo. Kanoników Regularnych od Pokuty w Wilnie – kościół położony przy ulicy Užupio 17 a(przed 1945 – Zarzecznej 25), w dzielnicy Zarzecze (lit. Užupis) na wysokiej skarpie Wilenki. Jest najmniejszym i najmłodszym z zabytkowych kościołów Wilna. 

## Historia
Ok. 1644 wybudowany został niewielki, drewniany kościół dla ojców Kanoników Regularnych od Pokuty, zwanych także markami (od wezwania ich krakowskiej świątyni św. Marka) a w Wielkim Księstwie Litewskim także – białymi augustianami. Zakon zyskał znaczną popularność na ziemi wileńskiej; miał on swoje opactwo w Widzieniszkach k. Wilna i prowadził szereg parafii. 
W 1788 na miejscu drewnianego kościoła zbudowano kościół murowany, który poważnie ucierpiał podczas Insurekcji kościuszkowskiej w 1794 roku. Został odbudowany w 1824 w stylu klasycystycznym według projektu Karola Podczaszyńskiego. W 1881 dobudowano do niego niewielką wieżyczkę-dzwonnicę. We wnętrzu umieszczono pięć drewnianych ołtarzy.
W chwili I rozbioru Polski w 1772 w klasztorze żyło ok. 10 zakonników. W 1835, po stłumieniu powstania listopadowego, zakon uległ kasacie a parafię przejęło duchowieństwo diecezjalne.
W latach 1931–1934 organistą w kościele był Antoni Szuniewicz.
Po II wojnie światowej kościół został zamknięty. Mieścił się w nim skład materiałów budowlanych. Od odzyskania przez Litwę niepodległości w 1990 znów funkcjonuje jako obiekt sakralny. Jest kościołem katolickiej wspólnoty białoruskiej Wilna. W latach 1997–2014 rektorem kościoła był ks. Jan Szutkiewicz. Od 2016 r. w kościele posługują Kapucyni. 13 marca 2016 r. administratorem został o. Ariusz Małyska OFMCap.

## Architektura
Kościół św. Bartłomieja jest jednonawową, klasycystyczną świątynią, pokrytą spadzistym dachem. Piętrową fasadę wieńczy tympanon, którego główny akcent stanowi duże, półokrągłe okno.
Dwukondygnacyjna wieżyczka przykryta jest niewielkim hełmem. Do kościoła prowadzi od ulicy półkoliście sklepiona brama. 
Na terenie przykościelnym znajduje się figura Najświętszej Maryi Panny. 
Na murze przed kościołem umieszczono wstrząsające malowidło, przypominające o wywiezionych i zamordowanych na wschodzie. Na tle warszawskiego pomnika Poległym i Pomordowanym na Wschodzie znajduje się wizerunek Jezusa Miłosiernego. 
W pobliżu kościoła św. Bartłomieja umieszczono na kolumnie rzeźbę Anioł Zarzecza.